# Abu ul-Abbás as-Sabti
Abu ul-Abbás Áhmad ibn Yá'far al-Jazrayi as-Sabti (Ceuta 1129 – Marrakech 1204), más conocido como Sidi Bel Abbás, era un santo marroquí. Es el patrón de Marrakech en la tradición islámica y también uno de los "Siete Santos" (Sabʿatou Rijal) de la ciudad. Su fiesta fue establecida por al-Hasan al-Yusi por orden de Maulay Ismaíl.
Abu ul-Abbás nació en Sabta (Ceuta). Estudió con Abu Abd Alá al-Fajjar, él mismo estudiante con Qadi Ayyad. En 1145-6, se desplaza a Marrákesh, durante las semanas finales del asedio almohade de la ciudad. Durante un número de años vivió en una cueva en el cerro de Igilliz en las afueras de Marrákesh, sólo viniendo a la ciudad los viernes para la oración comunal.
El sultán almohade Yaaqub al-Mansur era un discípulo de Abu ul-Abbás. Le pidió que viniera a vivir a la ciudad y le proporcionó una casa, un albergue para sus discípulos así como una madrasa para el estudio. La enseñanza estuvo sufragada por el sultán con fondos propios. Siempre que Yaaqub al-Mansur visitaba a Abu ul-Abbás se propuso comportarse de manera humilde y actuar "como un sirviente".
Para Abu ul-Abbás, cada acto de misericordia humana (rahma) evocaba una respuesta misericordiosa del Dios todo misericordioso (ar-Rahim). Abu ul-Abbás resumió su teoría de la reciprocidad con la máxima: "El Ser [Divino] se actualiza mediante la generosidad" (al-wujud yanfa ilu bi'l-jud). El filósofo andaluz Averroes visitó a Abu ul-Abbás varias veces en Marrakech.
Cuándo Abu ul-Abbás murió en 1204, fue enterrado en el cementerio de Sidi Marouk, cerca de Bab Taghzout. En 1605, el sultán Saadí Abu Faris levantó un mausoleo para Abu ul-Abbás, esperando que el poder del santo le ayudaría a recuperarse de su epilepsia. En 1998, el sultán Hassan II mejoró el santuario. Es también el lugar de su zawiya.
La hagiografía de Abu ul-Abbás, Akhbar Abi'l-Abbás as-Sabti, escrita por Abu Ya'qub Yúsuf ibn Yahya at-Tadili, fue en parte compuesta por el mismo Abu ul-Abbás y contiene muchos pasajes autobiográficos.